# Eduard Zais

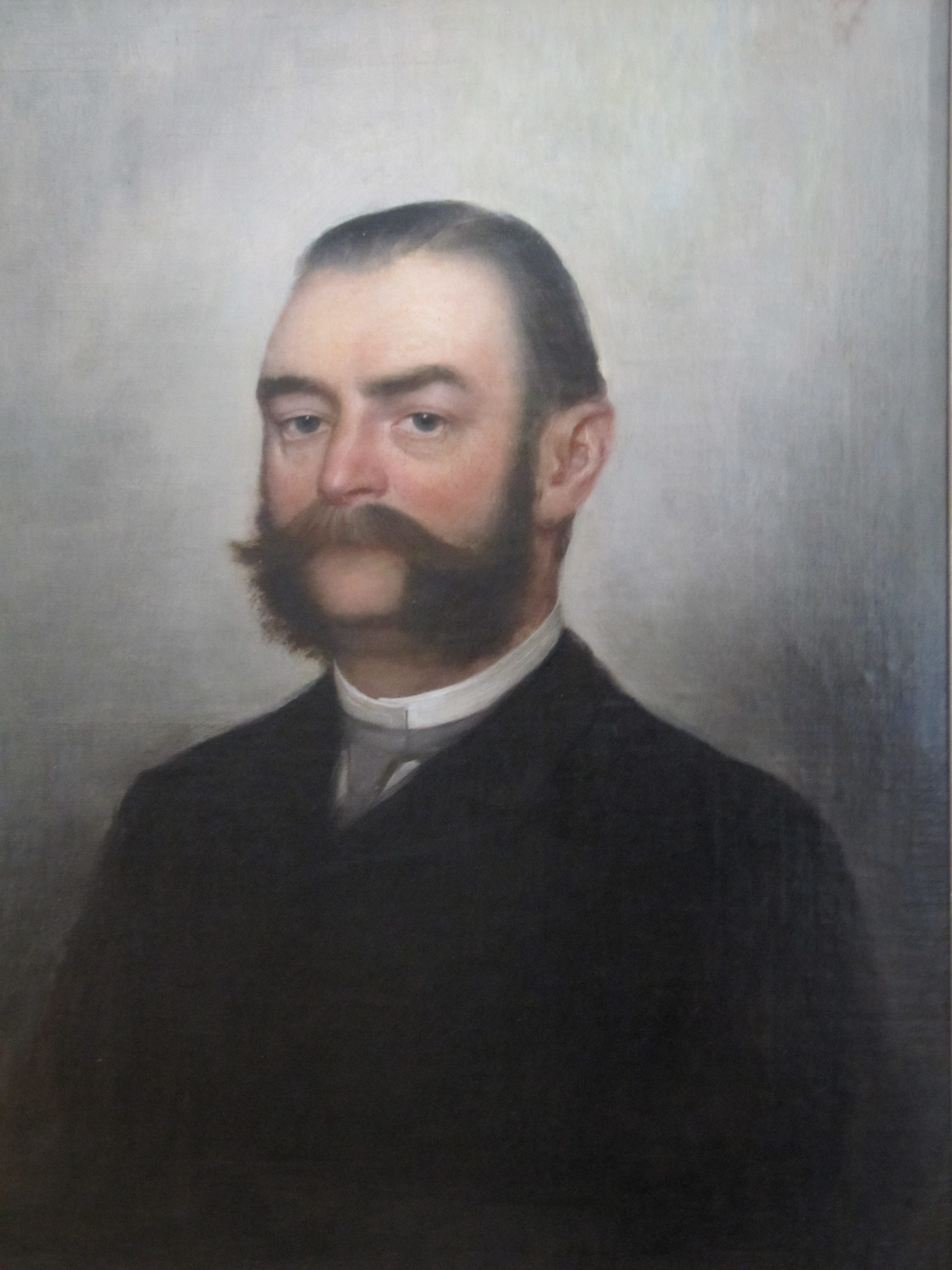
Porträt von Eduard Zais, gemalt von Schultz-Norwegen 1887

Eduard Zais  (* 8. Oktober 1804 in Maulbronn; † 16. Februar 1896 in Wiesbaden) war ein deutscher Architekt und nassauischer bzw. preußischer Baubeamter, der vor allem im Sakralbau hervortrat.

## Leben und Wirken
Sein Vater war der Architekt und Stadtplaner von Wiesbaden, Christian Zais. In einem Brief vom 3. Dezember 1817 schrieb sein Vater: „Unser Eduard geht jetzt auch zu Herrn Bodreich, um Latein zu lernen, und äußert jetzt übrigens die entschiedenste Neigung für Zeichenkünste und Architectur, indem er jede Minute benutzt, die er bey meinem aus Darmstadt angekommenen Gehülfen (Lerch) im Zeichnen zubringen kann. Wenn er so fortfährt, muß ein tüchtiger Architekt aus ihm werden, bey welchem Fache er mit seiner Gesinnung und Vorliebe zu diesem Geschäft auch ein glücklicher Mensch seyn kann.“ Christian Zais wollte, so zeigt es ein Brief vom 29. Dezember 1817, dem Vorschlag seines Sohnes Wilhelm folgen und Eduard „in diesem Frühjahr ins hiesige Pädagogium schicken“. In einem Brief des Vaters vom 30. November 1818 ist zu lesen, dass „Eduard recht fleißig Latein bei Herrn Thiriot macht und in diesem Winter das versäumte nachholt.“ Neben dem Besuch des Pädagogiums ab Frühjahr 1818 erhielt Eduard Zais auch noch Unterricht bei Privatlehrern. Ein Studium am Vorläuferinstitut des heutigen Karlsruher Instituts für Technologie schloss sich an. Dort lehrte damals Friedrich Weinbrenner, der bedeutende Vertreter des Klassizismus, bei dem bereits sein Vater Schüler war.
Nach dem Studium trat er 1825 in den nassauischen Staatsdienst ein. 1825 war er Assistent des Hofbaudirektors Friedrich Ludwig Schrumpf in Wiesbaden tätig. 1826 wurde er unter Mitwirkung von Bauinspektor Wirth geprüft. Er bestand das nassauische Staatsexamen als „Kandidat der Baukunde“ und war von 1828 bis 1840 Landbaumeister-Akzessist, als solcher Mitarbeiter von Baudirektor Carl Florian Goetz. Er bildete sich in München fort, denn das Matrikelbuch der Kunstakademie München weist ihn vom 11. November 1828 bis 23. Juli 1829 nach. Von 1840 bis 1852 war er als Landesbaumeister für den Bezirk Wiesbaden tätig. 1846 wurde er zum Baurat ernannt. Von 1852 bis 1858 war er als Kreisbaumeister für den Baubezirk Nassau zuständig. 1858–1870 leitete er als Bauinspektor den Hochbaubezirk Nassau. Nach der Annexion des Herzogtums Nassau 1866 wurde er in den preußischen Staatsdienst übernommen. Vom 1. Oktober 1870 bis 1873 übernahm er die Verwaltung der Baugeschäfte des Stadtkreises Wiesbaden als Kreisbeamter. 1873 wurde er auf eigenen Wunsch in den Ruhestand versetzt.
Eduard Zais reiste als Baurat viel. Er hatte schon in frühen Jahren die Erlaubnis erhalten, zum Studium die Irrenanstalten in Erlangen, Achern, Siegburg und Hall in Tirol zu besuchen. Als Ergebnis dieser Reisen plante und baute er selbst Heil- und Pflegeanstalten im Herzogtum Nassau. Hauptsächlich errichtete er aber Kirchen.
Im Jahr 1894 feierte er seinen 90. Geburtstag unter großer Anteilnahme der Wiesbadener Bevölkerung.

## Bauten und Entwürfe
| Bild | Gebäude                                          | Ort                  | Jahr      | Lage | Anmerkung |
| ---- | ------------------------------------------------ | -------------------- | --------- | ---- | --- |
|      | Schule                                           | Schwalbach am Taunus | 1833–1835 |      | Das spätklassizistische Schulgebäude auf der „rothen Wiese“ etwas außerhalb der damaligen Bebauung wurde später Rathaus und wird heute als Jugendzentrum genutzt. |
|      | Evangelische Kirche                              | Reichenbach          | 1839–1840 |      | in klassizistischem Stil; Obergasse 15 |
|      | Evangelische Kirche                              | Steinfischbach       | 1841–1843 | ⊙    | in klassizistischem Stil; Camberger Straße 15 |
|      | evangelische Kirche St. Peter auf dem Berg       | Bleidenstadt         | 1849      | ⊙    | Wegen Baufälligkeit wurde in Bleidenstadt das Kirchenschiff der Kirche St. Peter auf dem Berg abgetragen. An den verbliebenen Westturm baute Zais ein neues klassizistisch-romanisierendes Langhaus an. |
|      | Nassauische Heil- und Pflegeanstalt              | Eltville             | 1849      | ⊙    | Am 18. Oktober 1849 konnte die neue Herzoglich Nassauische Heil- und Pflegeanstalt eingeweiht werden. Bevor Zais die Pläne dazu erstellte, besichtigte er mit Dr. Lindpaintner, dem Leiter der bisherigen Anstalt, die modernsten Anlagen in Deutschland, England und Frankreich. Heute ist die Anlage ein psychiatrisches Krankenhaus. |
|      | „Rettungshaus für verwahrloste streunende Buben“ | Obernhof             | 1850      | ⊙    | Mit Unterstützung der Gräfin von Giech, einer Tochter des Freiherrn vom und zum Stein, wurde das „Rettungshaus“ für obdachlose Knaben im Schlossgut Langenau bei Obernhof geschaffen. Zais wurde wohl beauftragt, weil sein Vater Christian Zais bereits den neugotischen Turm des Schlosses erbaut hatte. Schon 1855 wurde die Knabenanstalt ins sogenannte „Schlösschen“ nach Scheuern verlegt. |
|      | katholische Johanniskirche                       | Niederlahnstein      | 1856–1866 | ⊙    | Die alte Johanniskirche brannte 1794 aus und blieb über ein halbes Jahrhundert als Ruine stehen. 1842 stürzte auch der nördliche Chorflankenturm ein. König Friedrich Wilhelm IV., der von seiner Sommerresidenz Burg Stolzenfels aus auf diese Ruine direkt an der Lahnmündung schaute, drängte auf Wiederherstellung der Kirche. Dies scheiterte aber an den für die Gemeinde nicht tragbaren Kosten. 1855 erklärte sich der Verein für Nassauische Altertumskunde und Geschichtsforschung in Wiesbaden bereit, den Wiederaufbau zu finanzieren. Dieser erfolgte nach Plänen von Zais und Oberbaurat Richard Götz. |
|      | Evangelische Kirche                              | St. Goarshausen      | 1860–1866 | ⊙    | Der Vorgängerbau musste 1857 für den Eisenbahnbau abgerissen werden. |
|      | Kohlensäure-Stahlbad                             | Bad Schwalbach       | um 1860   | ⊙    | Zais veränderte das nach Plänen von Baurat Heinrich Jacob Zengerle erbaute Kohlensäure-Stahlbad. |
|      | Rathaus                                          | Bad Ems              | 1861      | ⊙    | Das Rathaus wurde durch Zais erweitert. |
|      | evangelische Johanneskirche                      | Erbach (Rheingau)    | 1865      | ⊙    | Am 1. August 1865 wurde die evangelische Kirche eingeweiht, gestiftet von Marianne von Oranien-Nassau, geborene Prinzessin der Niederlande und von 1830 bis 1849 Prinzessin von Preußen. Sie ist eine vierjochige neugotische Hallenkirche mit eingebautem Turm auf der Eingangsseite und angebautem Chor mit Fünfachtelschluss. Diese Kirche gilt als Hauptwerk von Zais. |
|      | katholische Kirche St. Martin                    | Bad Ems              | ab 1866   | ⊙    | 1866 erfolgte die Grundsteinlegung für die Kirche St. Martin, die 1884 vom Bischof Knopp aus Fulda konsekriert werden konnte. |
|      | Schule                                           | Kaub                 | 1866–1868 | ⊙    | Die Schule wurde als dreiflügeliger Backsteinbau auf einem ehemals als Friedhof genutzten Gelände errichtet. Es gab fünf Lehrerwohnungen und sechs Schulsäle. Später wurde ein Teil als Rathaus genutzt. |
|      | Ehemalige Wilhelms-Heilanstalt                   | Wiesbaden            | 1868–1871 | 0    | Unter Oberbaurat Philipp Hoffmann entstand 1868–1871 nach Plänen des zuständigen preußischen Ministeriums für Handel, Gewerbe und öffentliche Arbeiten auf dem Grundstück Schloßplatz 3 die Wilhelms-Heilanstalt. Zais schuf die Kureinrichtungen und führte den Bau zu Ende. |
|      | Freiherr-vom-Stein-Denkmal                       | Nassau (Lahn)        | 1872      | 0    | Am 9. Juli 1872 wurde das Denkmal im Beisein von Kaiser Wilhelm I. eingeweiht. Die Planung erfolgte durch Zais. Sockel und Baldachin waren aus rotem Sandstein aus Böttingen bei Aschaffenburg gefertigt. Ausgeführt wurde es vom Steinhauer Mai aus Homburg v. d. H. Die Figur formte Johannes Pfuhl aus Carrara-Marmor. Im Zweiten Weltkrieg zerstört, wurde es 1952 durch ein neues Standbild ersetzt. |
|      | Freiherr-von-Schütz-Schule                       | Bad Camberg          | 1874–75   | ⊙    | Die Schule ist die älteste Hörbehinderten-Schule in Deutschland. |
|      | evangelische Kirche am Bielert                   | Opladen              | 1874–1876 | ⊙    | 1874 wurde der Grundstein gelegt und 1876 war die Einweihung der Kirche, die auffallend weit außerhalb von Zais' Dienstgebiet liegt. |
|      | „Corrigendenanstalt“                             | Hadamar              | 1880–1883 | 0    | Die „Corrigendenanstalt“ wurde neben dem ehemaligen Franziskanerkloster auf dem Mönchberg errichtet. Zais lehnte seine Planung deutlich an das Vorbild des rund 30 Jahre zuvor von ihm geplanten Pflegeheims auf dem Eichberg in Eltville an. |
|      | katholische Kirche St. Marien                    | Wiesbaden-Biebrich   | 1874      | ⊙    | Zais übte hier lediglich die Bauleitung aus, den Entwurf hatte der Aachener Architekt Hugo Schneider erstellt. |
|      | Henrietten-Thersien-Stift                        | Nassau (Lahn)        |           | 0    | Das ehemalige Henrietten-Theresien-Stift ist ein zweigeschossiger Putzbau mit Mittelrisalit im Rundbogenstil, später wurde das Gebäude als Krankenhaus genutzt. |
|      | Pfarrhaus                                        | Dausenau             | 0         | 0    | Das an der Straße nach Nassau erbaute Pfarrhaus wurde später als Schule genutzt und heute für die Gemeindeverwaltung. Es wurde 2011 kernsaniert. |